# Regierung der 6. Nordirlandversammlung
Die Regierung der sechsten Nordirland-Versammlung bildete seit dem 11. Januar 2020 die Regierung von Nordirland. Zunächst wurde sie geleitet durch die erste Minister Arlene Foster und die stellvertretende Erste Ministerin Michelle O’Neill. Arlene Foster erklärte am 28. April 2021 ihren Rücktritt für Juni 2021 und wurde am 17. Juni durch Paul Givan ersetzt. Am 3. Februar 2022 trat Paul Givan auf Grund des Protests um das Protokoll zu Nordirland zurück und so verblieb Nordirland bis zu den Wahlen im Mai 2022 ohne eine vollständige Regierung.

## Kabinettsmitglieder
| Amt                                                                                  | Bild | Name                                                     | Partei | Partei    |
| ------------------------------------------------------------------------------------ | ---- | -------------------------------------------------------- | ------ | --------- |
| Erste Ministerin (Co-Regierungschefin)                                               |      | Arlene Foster bis 14. Juni 2021                          |        | DUP       |
| Erste Ministerin (Co-Regierungschefin)                                               |      | Paul Givan seit 17. Juni 2021                            |        | DUP       |
| stellvertretende Erste Ministerin (Co-Regierungschefin)                              |      | Michelle O’Neill                                         |        | Sinn Féin |
| Ministerin für Wirtschaft                                                            |      | Diane Dodds bis 14. Juni 2021                            |        | DUP       |
| Ministerin für Wirtschaft                                                            |      | Paul Frew ab 14. Juni bis 6. Juli 2021                   |        | DUP       |
| Ministerin für Wirtschaft                                                            |      | Gordon Lyons seit 6. Juli 2021                           |        | DUP       |
| Minister für Finanzen                                                                |      | Conor Murphy                                             |        | Sinn Féin |
| Minister für Bildung                                                                 |      | Peter Weir bis 14. Juni 2021                             |        | DUP       |
| Minister für Bildung                                                                 |      | Michelle McIlveen seit 14. Juni 2021                     |        | DUP       |
| Ministerin für Gemeinschaften (Aufgabenbereiche: Soziales, Wohnen, Kultur und Sport) |      | Deirdre Hargey bis 15. Juni 2020, seit 15. Dezember 2020 |        | Sinn Féin |
| Ministerin für Gemeinschaften (Aufgabenbereiche: Soziales, Wohnen, Kultur und Sport) |      | Carál Ní Chuilín seit 15. Juni bis 15. Dezember 2020     |        | Sinn Féin |
| Ministerin für Infrastruktur                                                         |      | Nichola Mallon                                           |        | SDLP      |
| Minister für Gesundheit                                                              |      | Robin Swann                                              |        | UUP       |
| Minister für Landwirtschaft, Umwelt und ländliche Angelegenheiten                    |      | Edwin Poots                                              |        | DUP       |
| Ministerin für Justiz                                                                |      | Naomi Long                                               |        | Alliance  |
| Weitere Teilnehmer an Kabinettssitzungen                                             |      |                                                          |        |           |
| Minister im Büro der Ersten Ministerin                                               |      | Gordon Lyons bis 17. Juni 2021                           |        | DUP       |
| Minister im Büro der Ersten Ministerin                                               |      | Gary Middleton seit 17. Juni 2021                        |        | DUP       |
| Minister im Büro der stellvertretenden Ersten Ministerin                             |      | Declan Kearney                                           |        | Sinn Féin |